# Nikola Vlašić
Nikola Vlašić ( pronúncia em servo-croata: [nǐkola ʋlâʃitɕ] ; Split - 4 de outubro de 1997) é um jogador de futebol profissional croata que joga como meia-atacante do Torino e da seleção nacional da Croácia.

## Carreira do clube
Vlašić nasceu em Split na família da ex -esquiadora de cross-country Venera Milin e do técnico de atletismo Joško Vlašić, como irmão mais novo do campeão mundial de salto em altura Blanka Vlašić. Seu pai nasceu em Dubrava, perto de Tisno. Sua mãe nasceu em Jezera, na ilha de Murter, mas nasceu e foi criada em Delnice. A futura carreira de Vlašić no futebol era vista como um "projeto" do pai, que o começou a treinar pessoalmente desde os quatro anos de idade.
Em 22 de maio de 2021, Vlašić casou-se com sua namorada de longa data, Ana, na Igreja de São Lourenço em Split.
Nascido na famosa família croata de esportes, Nikola Vlašić é um produto da juventude da academia Hajduk Split. Ele fez sua estreia como sênior no verão de 2014, entrando na lista do The Guardian 's Next Generation no final daquele ano. Em 2017, suas performances lhe renderam uma mudança para o Everton; no entanto, após uma temporada sem sucesso, ele foi emprestado ao CSKA Moscou, que fez a transferência definitiva no final da temporada, estreou-se pela selecção em 2017, antes de se tornar internacional regular após a campanha da Croácia no Campeonato do Mundo de 2018, também presente no UEFA Euro 2020.

### Hajduk Split
Vlašić ingressou na academia Omladinac Vranjic antes de ser levado para o Hajduk Split, aos 12 anos. Ele se destacou no nível de clubes juvenis e na temporada 2013-14 formou uma parceria potente no meio-campo do Hajduk Sub-17 com Andrija Balić, o que resultou na equipe terminando a primeira metade da temporada em primeiro lugar, sem uma única derrota. Os dois então receberam e assinaram contratos profissionais, e foram transferidos para o time de Sub-19, onde jogou regularmente.
Ele fez sua estreia na equipe na partida de qualificação da UEFA Europa League em 17 de julho de 2014, jogando fora de casa contra o Dundalk . Marcando na estreia, tornou-se no mais jovem marcador do Hajduk Split em competições internacionais, com 16 anos e 9 meses, menos 2 meses do que o anterior detentor do recorde, Mario Tičinović . Nessa época, Vlašić disputou 37 jogos em todas as competições, tendo marcado quatro golos.
Em 30 de junho de 2016, Hajduk anunciou que Vlašić tinha sido nomeado vice-capitão do clube, com Lovre Kalinić a continuar a ser o capitão. Como Kalinić estava em férias prolongadas por fazer parte da seleção croata para o UEFA Euro 2016, Vlašić foi o capitão do Hajduk pela primeira vez em 14 de julho, o jogo de abertura da temporada; um empate em 2–2 fora contra o CSM Politehnica Iași na segunda rodada da fase de qualificação da Liga Europa 2016–17 . Apesar da sua tenra idade, Vlašić seria o capitão da equipa mais quatro vezes nessa temporada.

### Everton
Em 31 de agosto de 2017, Vlašić assinou um contrato de cinco anos com o Everton, clube da Premier League, por cerca de £ 10 milhões, que é o recorde de transferência do Hajduk Split. Vlašić impressionou o técnico do Everton, Ronald Koeman, e o diretor de futebol Steve Walsh, quando o Everton e o Hajduk se enfrentaram no " play-off" da UEFA Europa League 2017-18 . Vlašić marcou seu primeiro gol pelo Everton em sua estréia em Goodison Park em 28 de setembro em um empate 2–2 com o Apollon Limassol na Liga Europa. Ele marcou no jogo de volta em 7 de dezembro, quando o Everton venceu por 3-0. Após apenas 19 jogos em todas as competições, Vlašić foi informado de que não era contado pelo novo treinador, Marco Silva, no final da temporada .

### CSKA Moscou
Em 15 de agosto de 2018, o clube russo CSKA Moscow anunciou que Vlašić se juntou a eles por empréstimo para a temporada 2018-19 . Três dias depois, ele fez sua estreia na liga com uma vitória por 3-0 sobre o Arsenal Tula . Em sua estreia na Liga dos Campeões em 19 de setembro, ele marcou os dois gols pelo CSKA Moscou no empate de 2 a 2 com o Viktoria Plzeň . Em 2 de outubro, Vlašić marcou o único gol da vitória em casa por 1 a 0 sobre o campeão Real Madrid na Liga dos Campeões. Na segunda mão, a 12 de dezembro, deu a Arnór Sigurðsson uma assistência para o terceiro golo na vitória por 3-0, que é a maior derrota do Real em casa na Europa. Apesar disso, os moscovitas terminaram em último lugar em seu grupo, caindo fora do torneio. Em 28 de abril de 2019, ele foi expulso na derrota por 2-0 para Krasnodar . Vlašić terminou a temporada com oito golos e sete assistências.
No início da temporada 2020-21, Vlašić despertou o interesse de Napoli, Atalanta e Zenit São Petersburgo ; no entanto, o CSKA recusou-se a vender o jogador. Em seu primeiro jogo da temporada, contra o campeão Zenit em 19 de agosto, ele marcou o único gol do CSKA na derrota por 2 a 1. Em 13 de setembro, ele marcou em outro derby principal de Moscou, quando o CSKA derrotou o Spartak por 3–1. Em 21 de dezembro, Vlašić foi eleito o jogador do ano pela Premier League da Rússia, pela Russian Football Union e pelo Sport Express . Ele ganhou 251 pontos, 138 à frente do segundo colocado Aleksei Miranchuk .
Vlašić foi convocado pela Croácia para o UEFA Sub-21 Euro 2019 . Ele marcou na derrota de 4 a 1 para a Romênia e no empate de 3 a 3 com a Inglaterra, em 18 e 24 de junho, respectivamente.
Em 6 de setembro de 2019, ele marcou seu primeiro gol pela equipe sênior em uma partida de qualificação para o Euro 2020 contra a Eslováquia por uma vantagem de 0-1. A Croácia venceu o jogo por 0–4. Em 13 de outubro, Vlašić marcou mais um gol de abertura no empate 1-1 com o País de Gales . Em 16 de novembro, ele marcou o empate contra a Eslováquia em casa, levando à vitória da Croácia por 3–1 e qualificação para o torneio .
Em 11 de outubro de 2020, Vlašić marcou o primeiro gol na vitória por 2–1 da Liga das Nações da UEFA sobre a Suécia no Stadion Maksimir e seguiu três dias depois com um gol na derrota por 2–1 para a atual campeã mundial França no mesmo local.
| No. | Date             | Venue                                      | Cap | Opponent      | Score | Result | Competition                   |
| --- | ---------------- | ------------------------------------------ | --- | ------------- | ----- | ------ | ----------------------------- |
| 1   | 6 September 2019 | Anton Malatinský Stadium, Trnava, Slovakia | 6   | Eslováquia    | 1–0   | 4–0    | UEFA Euro 2020 qualifying     |
| 2   | 13 October 2019  | Cardiff City Stadium, Cardiff, Wales       | 9   | País de Gales | 1–0   | 1–1    | UEFA Euro 2020 qualifying     |
| 3   | 16 November 2019 | Stadion Rujevica, Rijeka, Croatia          | 10  | Eslováquia    | 1–1   | 3–1    | UEFA Euro 2020 qualifying     |
| 4   | 11 October 2020  | Stadion Maksimir, Zagreb, Croatia          | 14  | Suécia        | 1–0   | 2–1    | 2020–21 UEFA Nations League A |
| 5   | 14 October 2020  | Stadion Maksimir, Zagreb, Croatia          | 15  | França        | 1–1   | 1–2    | 2020–21 UEFA Nations League A |
| 6   | 22 June 2021     | Hampden Park, Glasgow, Scotland            | 25  | Escócia       | 1–0   | 3–1    | UEFA Euro 2020                |

## Honras

### Individual
- Jogador do mês da Premier League russa : setembro de 2018,[39] dezembro de 2018,[40] julho de 2020
- Sport-Express, Russian Football Union e Russian Premier League Footballer of the Year : 2020[32]